# Chile i olympiska sommarspelen 1988
Chile deltog i de olympiska sommarspelen 1988 med en trupp bestående av 17 deltagare, och totalt blev det ett silver..

## Medaljer

### Silver
- Alfonso de Iruarrízaga - Skytte, Skeet

## Friidrott
Herrarnas 100 meter
- Carlos Moreno
  - Heat – 10,70 (→ gick inte vidare)

Herrarnas 200 meter
- Carlos Moreno
  - Heat – 22,13 (→ gick inte vidare)

Herrarnas 800 meter
- Pablo Squella
  - Heat – 1:48,99
  - Semifinals – 1:46,45 (→ gick inte vidare)

Herrarnas maraton
- Omar Aguilar
  - Final – fullföljde inte (→ ingen placering)

Herrarnas 3 000 meter hinder
- Emilio Ulloa
  - Heat — fullföljde inte (→ ingen placering)

Herrarnas kulstötning
- Gert Weil
  - Kval – 20,18m
  - Final – 20,38m (→ 5:e plats)

## Modern femkamp
Individuella tävlingen
- Julio Fuentes — 4325 poäng (→ 55:e plats)
- Ricardo Falconi — 4316 poäng (→ 56:e plats)
- Gerardo Cortes — 4156 poäng (→ 58:e plats)

Lagtävlingen
- Fuentes, Falconi och Cortes — 12797 poäng (→ 18:e plats)